# ویلیام یورزایک
ویلیام یورزایک (به انگلیسی: William Yorzyk) (زادهٔ ۲۹ مهٔ ۱۹۳۳) شناگر اهل ایالات متحده آمریکا است.